# انبتسو (هوکایدو)
انبتسو، هوکایدو (به لاتین: Enbetsu, Hokkaido) یک منطقهٔ مسکونی در ژاپن است که در Rumoi Subprefecture واقع شده‌است. انبتسو ۵۹۰٫۸۶ کیلومتر مربع مساحت و ۲٬۹۶۶ نفر جمعیت دارد و ۱٬۰۳۱٫۵ متر بالاتر از سطح دریا واقع شده‌است.